# NGC 3837
NGC 3837 (другие обозначения — UGC 6701, MCG 3-30-68, ZWG 97.89, ARAK 314, PGC 36476) — эллиптическая галактика (E) в созвездии Льва. Открыта Уильямом Гершелем в 1785 году.
Этот объект входит в число перечисленных в оригинальной редакции «Нового общего каталога».
Галактика входит в скопление Льва (A1367). В рентгеновском диапазоне у неё наблюдается яркая корона. Она симметрична в центре на расстоянии до 8 угловых секунд, при этом её центр отклонён относительно центра галактики в оптическом диапазоне на 1,1 угловой секунды. Полная светимость галактики в рентгеновском диапазоне составляет 5,1⋅1040 эрг/с. Излучение короны имеет тепловую природу.